# Prasophyllum pruinosum
Prasophyllum pruinosum är en orkidéart som beskrevs av Richard Sanders Rogers. Prasophyllum pruinosum ingår i släktet Prasophyllum och familjen orkidéer. Inga underarter finns listade i Catalogue of Life.